# Changtang (Ladakh)
Changtang is een nederzetting in de Indiase regio Ladakh. In Changtang wonen nomaden.
Changtang is een toeristische halte voor veldtochten naar de grote zoutmeren van de Changthang, het noordelijke gebied van het Tibetaans Hoogland.
Sinds de Tibetaanse diaspora medio 20e eeuw is er een nederzetting gebouwd voor Tibetanen ballingen.